# Ormocarpum trichocarpum
Ormocarpum trichocarpum là một loài thực vật có hoa trong họ Đậu. Loài này được (Taub.) Engl. miêu tả khoa học đầu tiên.